# Daihatsu Pyzar
Daihatsu Pyzar (яп. ダイハツ・パイザー, Daihatsu Paizā), продававшийся на нескольких рынках под названием Daihatsu Gran Move — субкомпактвэн, выпускавшийся с 1996 по 2002 год японским автопроизводителем Daihatsu.  

## Описание
Daihatsu Pyzar, запущенный в производство в августе 1996 года, создан на базе G200 Charade. Название «Pyzar» происходит от разрешения на движение по Шёлковому пути монгольской эпохи, «Пайза». 
Pyzar имеет раздельное складывающееся заднее сиденье 50/50, что позволило во многих странах зарегистрировать Pyzar как четырёхместный автомобиль. При сложенном заднем сидении грузовой отсек Pyzar имеет длину 1500 мм. 
В 1999 году Pyzar прошёл рестайлинг. На экспортных рынках 1,5-литровый двигатель был заменён 1,6-литровым. 
В августе 2002 года Pyzar был снят с производства. 

## Двигатели
- 1498 см3, HE-EG, 16 клапанов, SOHC, I4, 66 кВт (90 л. с.), 119 Н⋅м — экспортные рынки, 1996—2000
- 1498 см3, HE-EG, 16 клапанов, SOHC, I4, 74 кВт (100 л. с.), 128 Н⋅м — Япония, 1996—2002
- 1589 см3, HD-EP, 16 клапанов, SOHC, I4, 67 кВт (91 л. с.), 126 Н⋅м — экспортные рынки, 2000—2002
- 1589 см3, HD-EP, 16 клапанов, SOHC, I4, 85 кВт (115 л. с.), 140 Н⋅м — Япония, 1999—2002

## Галерея

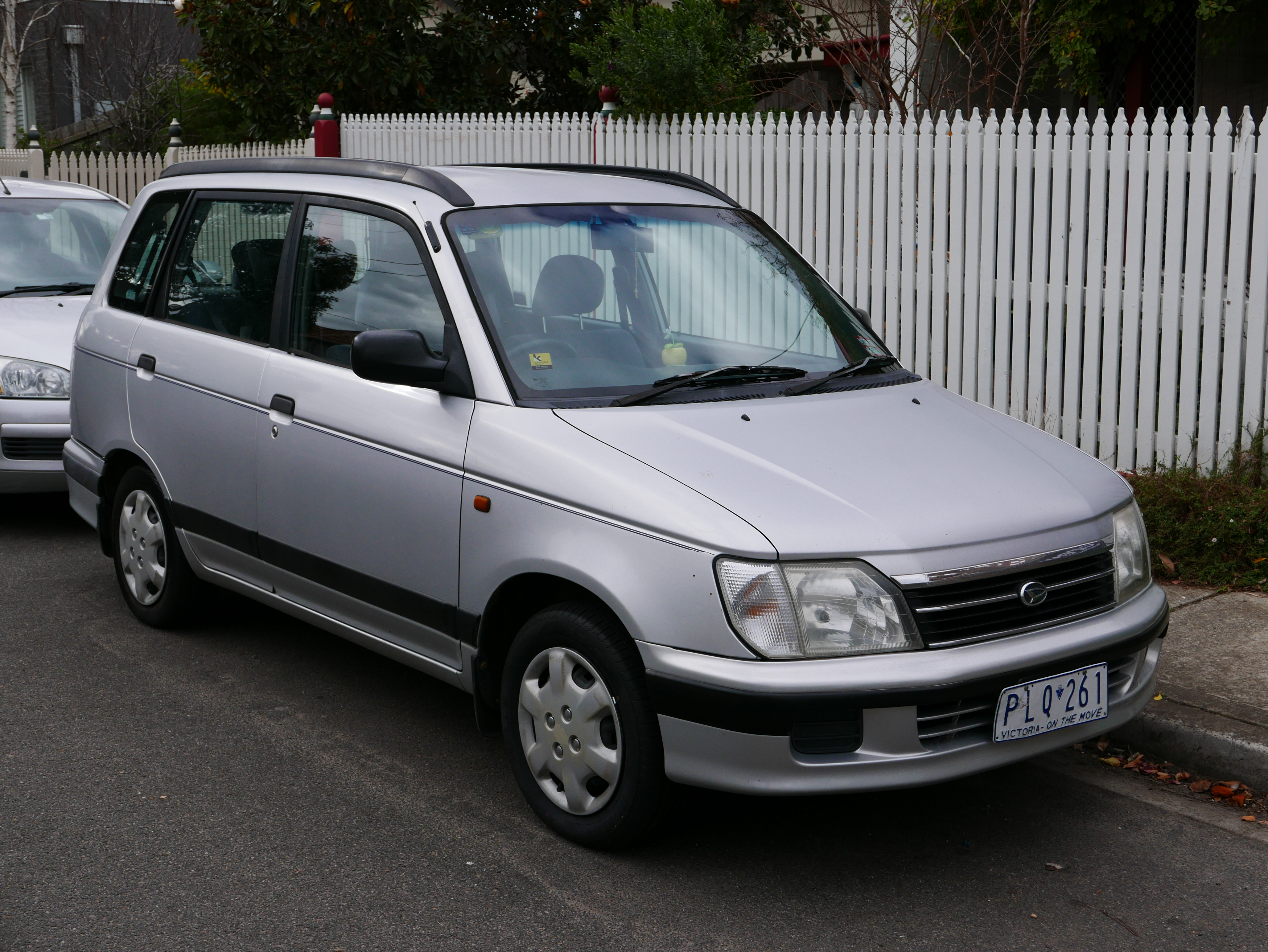
1999 Daihatsu Pyzar GRV (G301)
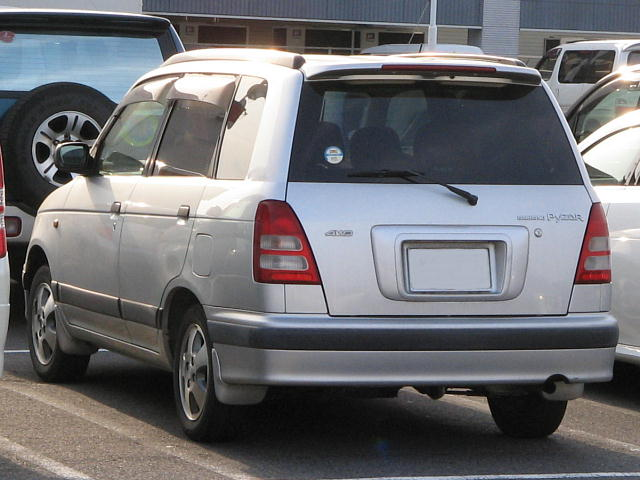
Вид сзади
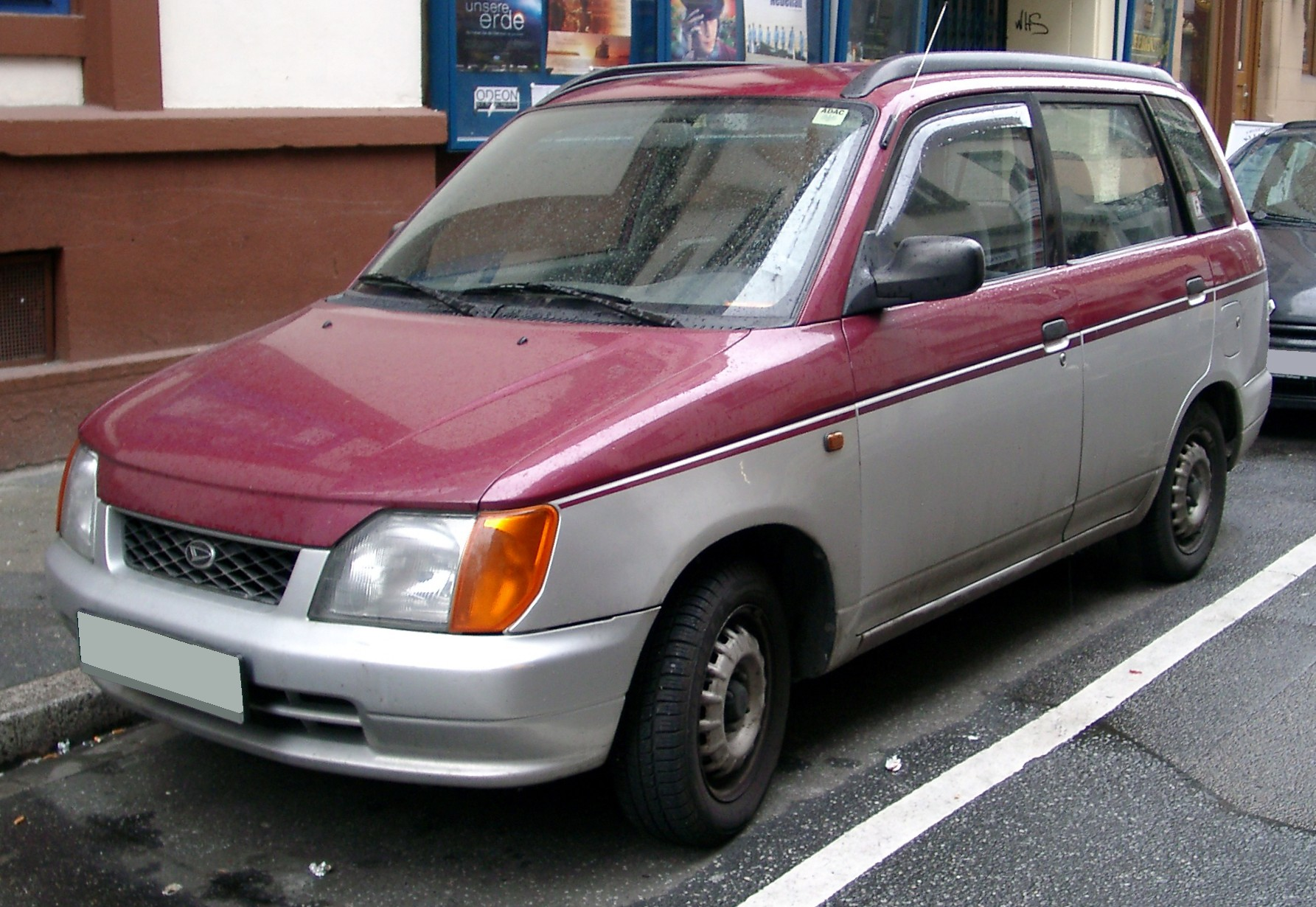
Оригинальный Daihatsu Gran Move
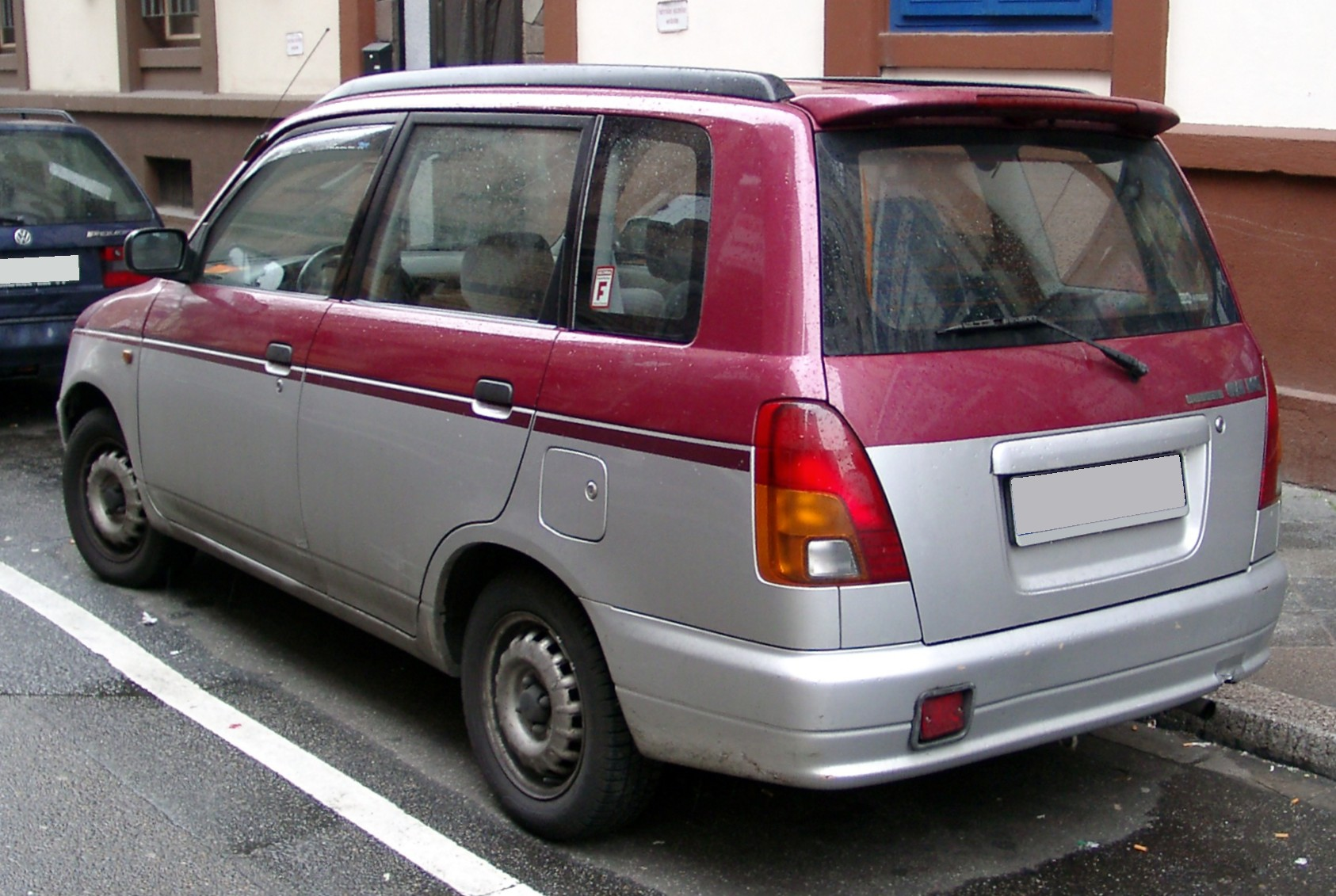
Вид сзади
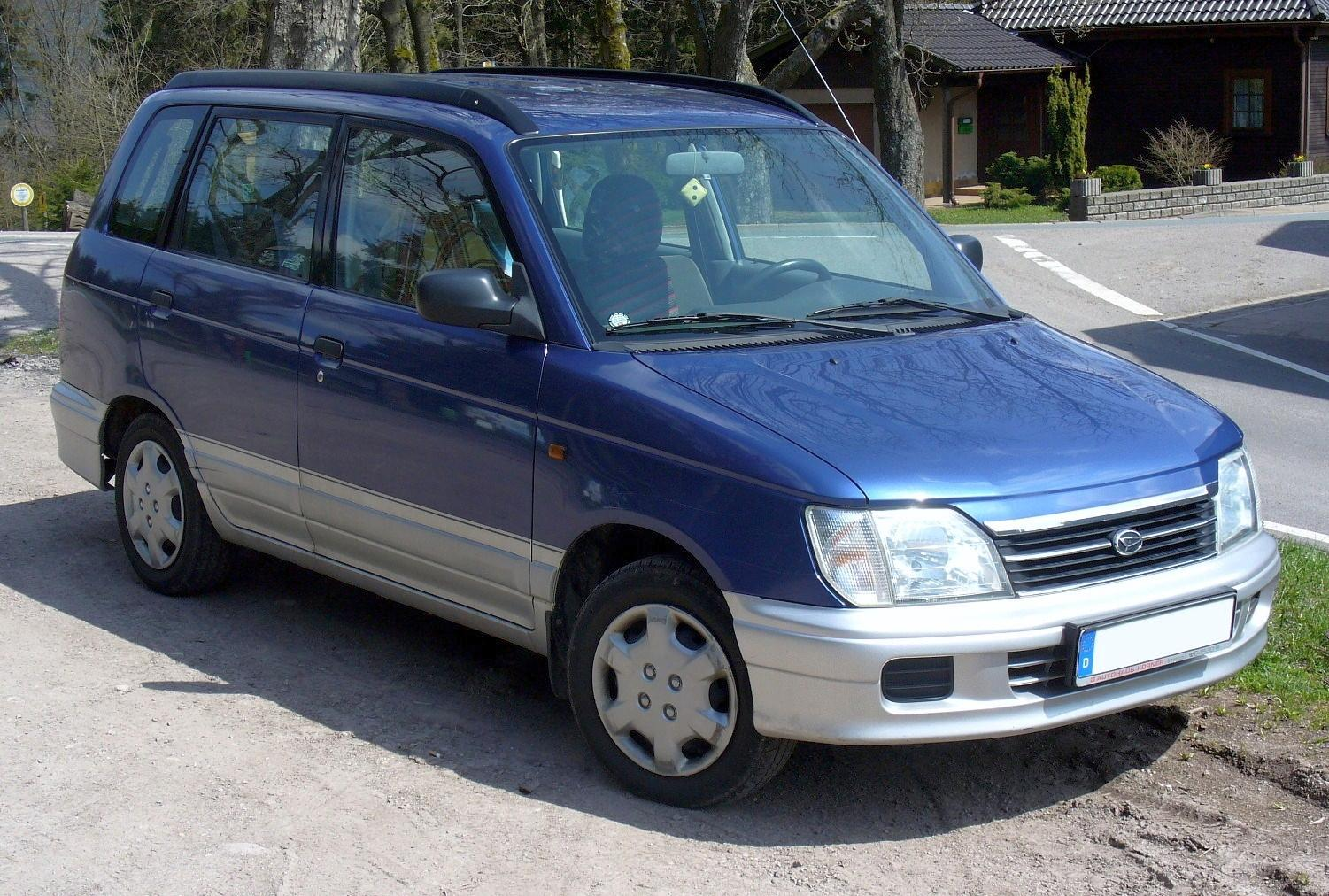
Рестайлинговый Daihatsu Gran Move
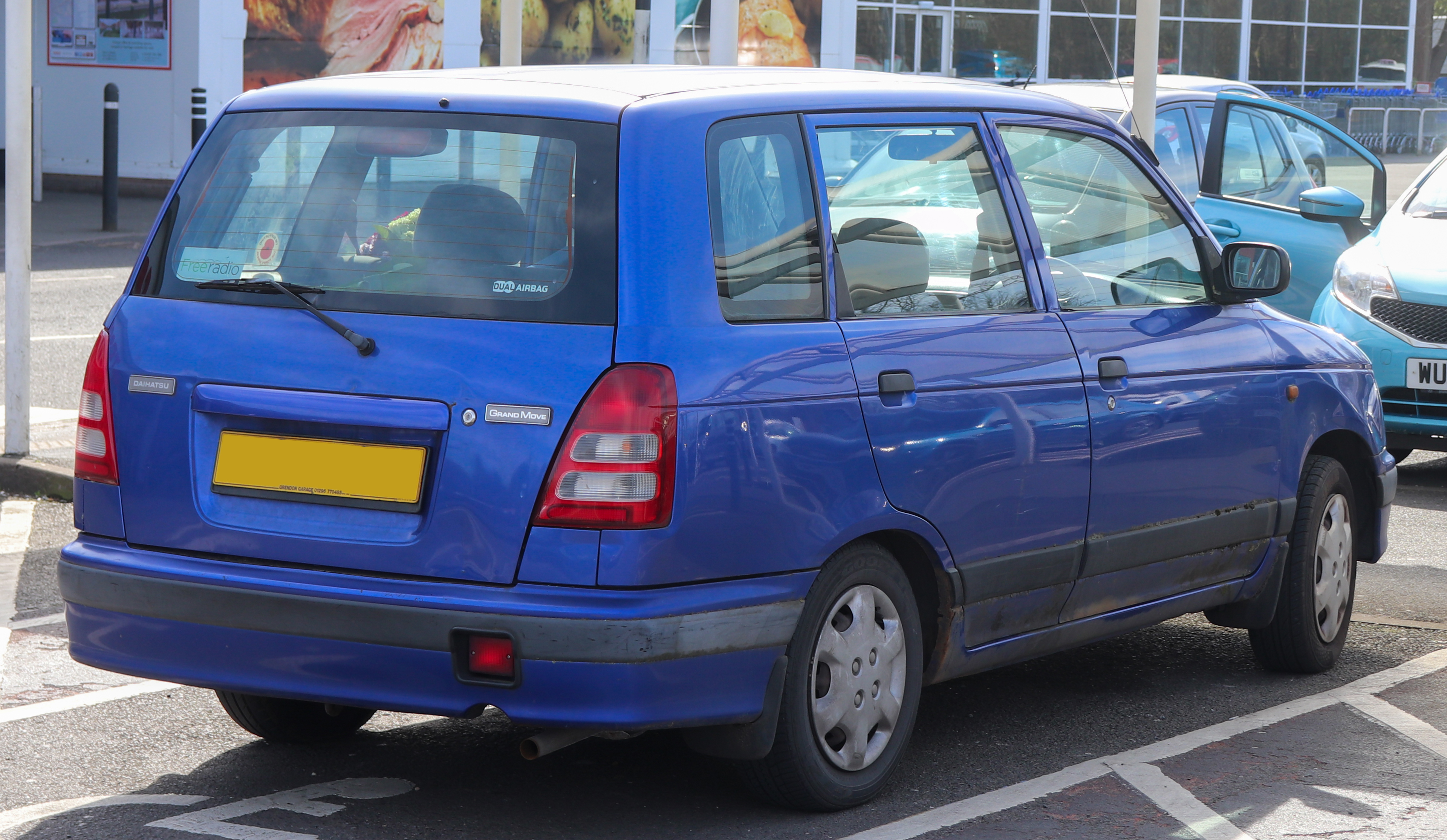
Вид сзади
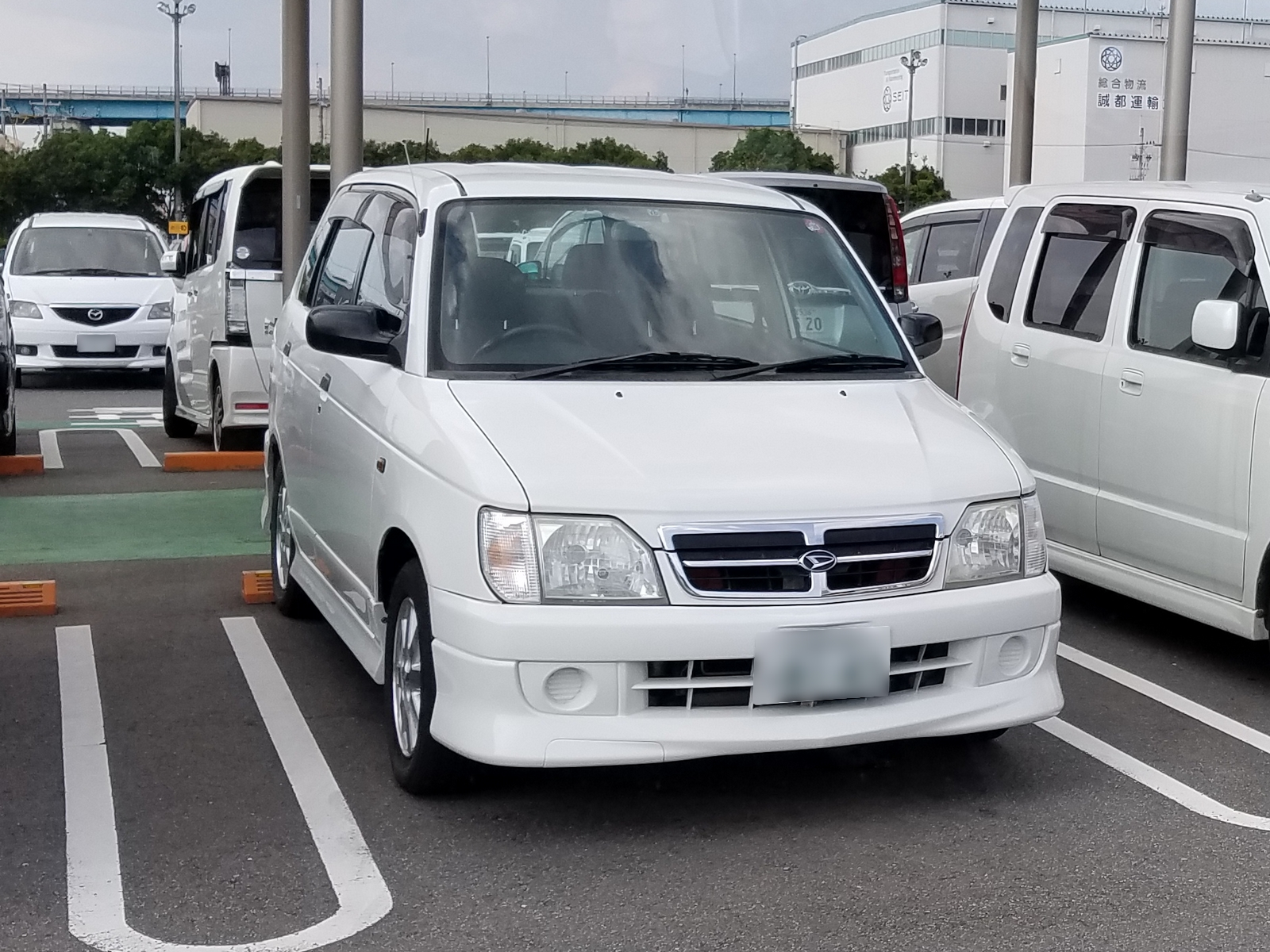
Daihatsu Pyzar CL Aero Version (G301G)
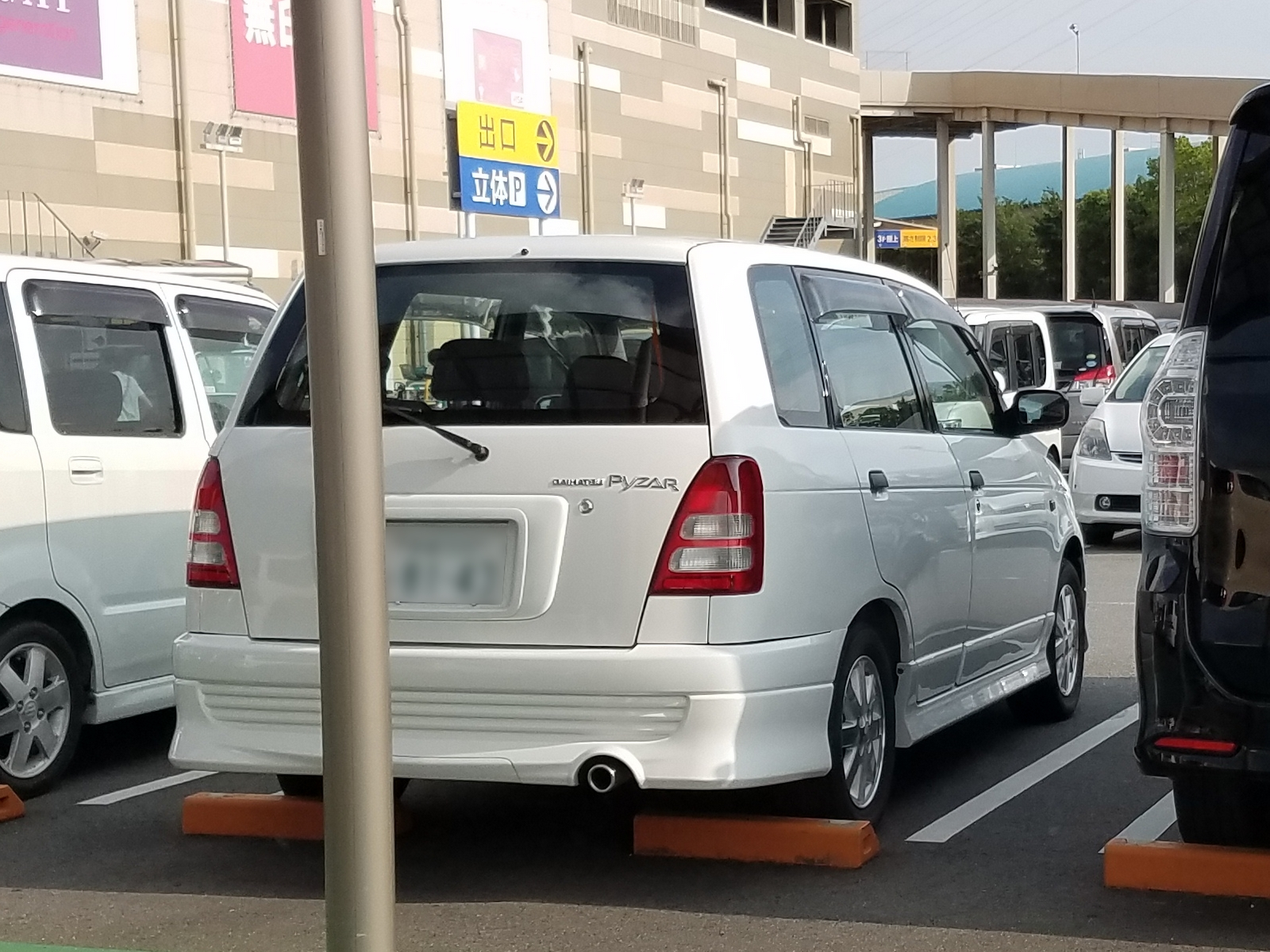
Вид сзади